# Marián Magdolen
Marián Magdolen (* 13. září 1960) je bývalý slovenský fotbalista, brankář.

## Fotbalová kariéra
V lize hrál za Plastiku Nitra a Duklu Banská Bystrica. V lize nastoupil ke 131 utkáním. V Poháru UEFA nastoupil v 1 utkání. Za olympijský tým nastoupil v 1 utkání, za reprezentaci do 21 let v 1 utkání a za dorosteneckou reprezentaci nastoupil ke 14 utkáním.